# فرودگاه شیفت کرنت
فرودگاه شیفت کرنت  (به انگلیسی: Swift Current Airport) (یاتا: YYN، ایکائو: CYYN). در شرق سویفت کارنت، ساسکاچوان، کانادا واقع شده است. 